# Maladrerie Saint-Lazare (Bourbon-l'Archambault)
Pour les articles homonymes, voir Maladrerie Saint-Lazare.
La maladrerie Saint-Lazare est une maladrerie située à Bourbon-l'Archambault, en France.

## Localisation
La maladrerie est située sur la commune de Bourbon-l'Archambault, dans le département français de l'Allier.

## Description
Ancienne léproserie, la maladrerie Saint-Lazare se compose d'un ensemble de bâtiments allant du XVIIe au XIXe siècle, ordonnés autour d'une cour intérieure. Ils ont été construits sur les emplacements des anciennes maisons des lépreux soignés dans ces murs jusqu'à la disparition de cette maladie. Mais les éléments les plus anciens sont certainement les restes d'une chapelle du XIVe en partie démolie à la Révolution, ainsi qu'un grand bassin datant de la même époque de 50 mètres sur 6 entièrement empierré. Cette grande pièce d'eau constituait le seul remède connu à l'époque pour soulager la maladie.

## Historique
Vers 1373, lors de la chevauchée du duc de Lancastre en Bourbonnais, les Anglais s'emparent du site. Ce dernier offre une situation privilégiée (carrefour de routes vers Moulins et Souvigny, au sommet d'une colline), ce qui lui offre des vues sur la forteresse de Bourbon l'Archambault. Les archives de la maladrerie sont brûlées. Il n'existe en effet que des mentions antérieures de la maladrerie dans d'autres documents.[réf. nécessaire]
L'édifice est inscrit au titre des monuments historiques en 2006. En 2013, la Fondation du patrimoine rural s'est intéressée de près à ce bien représentatif de l’architecture bourbonnaise du XVIIIe siècle.